# Liste der Monuments historiques in Gertwiller
Die Liste der Monuments historiques in Gertwiller führt die Monuments historiques in der französischen Gemeinde Gertwiller auf.

## Liste der Objekte
| Bezeichnung      | Beschreibung | Standort                                                     | Kennzeichnung | Schutzstatus | Datum | Bild |
| ---------------- | --- | ------------------------------------------------------------ | ------------- | ------------ | ----- | ---- |
| Hauptaltar       | Altartisch, Tabernakel, Retabel und zwei Gemälde Heilige Familie und Heiliger Bartholomäus; Holz, farbig gefasst und vergoldet, 18. und 19. Jahrhundert; Gemälde von Joseph oder Louis Sorg, 1849 bis 1851 | in der katholischen Kirche St-Barthélémy (Lage)              | PM67000594    | Classé       | 1988  |      |
| Orgel            | 1831 von Joseph Stiehr gebaut | in der protestantischen Kirche St-Barthélémy (Lage)          | PM67001015    | Classé       | 1995  |      |
| Orgelprospekt    | 1831 von Joseph Stiehr gebaut | in der protestantischen Kirche St-Barthélémy (Lage)          | PM67000746    | Classé       | 1995  |      |
| Vier Wandgemälde | 14. und 15. Jahrhundert | im Chorturm der protestantischen Kirche St-Barthélémy (Lage) | PM67000593    | Classé       | 1982  |      |